# Konsztantyinovkai járás
A Konsztantyinovkai járás (oroszul Константи́новский райо́н) Oroszország egyik járása az Amuri területen. Székhelye Konsztantyinovka.

## Népesség
- 1989-ben 16 710 lakosa volt.
- 2002-ben 14 847 lakosa volt.
- 2010-ben 12 986 lakosa volt.